# Polygonia neomarsyas
Polygonia neomarsyas är en fjärilsart som beskrevs av Dos Passos 1969. Polygonia neomarsyas ingår i släktet Polygonia och familjen praktfjärilar. Inga underarter finns listade i Catalogue of Life.